# Ménure d'Albert
Menura alberti
Espèce
Statut de conservation UICN

 NT  : Quasi menacé
Le Ménure d'Albert (Menura alberti) est une espèce d'oiseau-lyre de la famille des Menuridae originaire d'Australie.

## Étymologie
Il a été nommé d'après le Prince Albert, mari de la reine Victoria du Royaume-Uni.

## Description
Il mesure environ 90 cm de long, avec un plumage brun sur le dessus du corps et châtain en dessous. Le plus rare des deux espèces d'oiseaux-lyres, le Ménure d'Albert n'a pas au niveau de la queue les plumes élégantes en forme de lyre du Ménure superbe.

## Comportement
Il est très similaire au Ménure superbe dans ses habitudes. Il imite également des sons d'animaux d'autres espèces. Il crée aussi des plates-formes en piétinant la végétation dense pour la parade nuptiale, au lieu de former des monticules. Son régime alimentaire se compose principalement d'insectes trouvés sur le sol et les bois pourris.

## Répartition et habitat
Il est endémique aux forêts subtropicales de l'Australie, dans une petite zone frontière entre la Nouvelle-Galles du Sud et le Queensland. Il vit dans des forêts avec une densité importante, des sols pauvres recouverts d'une épaisse litière de feuilles. Il privilégie les habitats avec Nothofagus moorei et les forêts sclérophylles humides. Il est totalement absent de certains types de forêts comme les forêts de vignes notophylles ayant des sols riches en nutriments et les forêts sclérophylles sèches.